# Тоомас Варек
Тоомас Варек (ест. Toomas Varek; нар. 6 червня 1948, Раквере) — естонський політик.
Тоомас Варек закінчив середню школу Кунда в 1967 році та Естонську академію сільського господарства в 1972 році за фахом інженер-механік.
Працював начальником відділу в колгоспі Хальяла (1972—1975), директором радгоспу Куллаару (1975—1982), головою колгоспу Віру (1982—1992) та керуючим директором AS Viru Õlu (1992—1996).
Він є членом правління OÜ Wimberg, головою правління AS Rakvere Haigla, членом правління SA Põhja-Esti Regionalaalhaigla, членом правління GS1 Estonia MTÜ, членом правління ECR Estonia MTÜ та член правління EELK Раквере Колмаїнської парафії.

## Політична діяльність
Тоомас Варек був членом XI складу Верховної Ради Естонської РСР з 1985 по 1990 рік.
У 1993—1996 роках був членом муніципальної ради Хальяла, у 1996—1999 роках — мером Раквере, у 1999—2005 роках — депутатом міської ради Раквере, членом IX, X і XI Рійгікогу.
Він був міністром внутрішніх справ в уряді Сііма Калласа в 2003 році, заступником голови Рійгікогу в 2005—2006 роках і головою Рійгікогу в 2006—2007 роках.
Балотувався на виборах до Рійгікогу в 2011 році і отримав 679 голосів, але не був обраний.
Був членом Центристської партії Естонії з 1997 по 2012 рік. З серпня 2012 року він є мером Раквере. Варек приєднався до Партії реформ у червні 2013 року.
На виборах до Рійгікогу 2015 року Варек, який балотувався у виборчому окрузі № 6 Ляене-Вірумаа, отримав 907 голосів, але не був обраний.